# ボーダー・テリア
ボーダー・テリア（英：Border Terrier）とは、イギリスのイングランド北西部産の古いテリア犬種である。世界中のテリア犬種の中で唯一古代の姿をとどめている。

## 歴史
ボーダー・テリアは現存する世界最古のテリア犬種であるだけではなく、世界最古の地中猟犬の姿をとどめている犬種であるとも考えられている。犬種としてのボーダー・テリアは17世紀になって初めて文献で紹介されるが、ボーダー・テリアのようなテリアは14世紀頃からその存在が確認されている。しかし、独立した犬種として公認されたのは1920年と遅い。
主にキツネ狩りに使われていた。ハウンドタイプの犬とタックを組んで、ボーダー・テリアは穴に潜ってキツネを追い出し、あとはハウンドに交代してキツネを仕留めてもらうような方法で捕らえた。
現在は世界中でペットもしくはショードッグとして飼われている。テリア犬種であるにもかかわらず短毛で手入れが楽なうえ、友好的で子供にも優しいところが人気を呼んでいる。日本でもあまり話題になる事は無いが根強い人気があり、2022年ごろまで毎年国内登録がありブリーダーによる繁殖も行われていたが、2024年現在では繁殖は行われてない。ただ、2024年現在で１～16歳位まで200頭ほどは国内で飼育されていると考えられるため、日本でこの犬種の血統が続くことを願う人達は居ると思われる。

## 特徴
皮膚にはややたるみがあり、毛は硬いショートコート。毛色はタン・アンド・ブラック、タン・アンド・ブルー、グリズル、レット、ウイートン、ブルーなどがある。マズルと耳はブラックであるのが普通である。垂れ耳、垂れ尾で脚は長く、マズルは短め。多くは体高25～30cm前後、体重5～8kgの小型犬（数は少ないが一まわり小さい、または大きい個体が生まれる）で、標準的には性格はとても友好的で穏やか。人懐こく、子供が大好きである。小さな子供に尾を引っ張られてもあまり怒らないほどの忍耐力があるが、警戒心が強く攻撃性が強い個体が生まれることがある。

## 参考
- 『デズモンド・モリスの犬種事典』（誠文堂新光社）デズモンド・モリス著書、福山英也、大木卓訳 誠文堂新光社、2007年
- 『犬のカタログ2004』（学研）中島眞理 監督・写真
- 『日本と世界の愛犬図鑑2007』（辰巳出版）佐草一優監修